# Fabiano Fontanelli
Fabiano Fontanelli (født 24. april 1965 i Faenza) er en tidligere italiensk landevejscykelrytter.

## Eksterne links
- Fabiano Fontanellis profil på CycleBase (engelsk)
- Fabiano Fontanellis profil på Cykelsiderne
- Fabiano Fontanellis profil på ProCyclingStats (engelsk)
- Fabiano Fontanellis profil på FirstCycling

| Cykling | Spire Denne biografi om en italiensk cykelrytter er en spire som bør udbygges. Du er velkommen til at hjælpe Wikipedia ved at udvide den. |